# Vlag van Recife

Vlag van Recife

De vlag van Recife werd ingesteld bij op 15 december 1973. Het ontwerp is gebaseerd op drie verticale banen - twee aan de zijkanten zijn blauw en de middelste is wit - die doen denken aan de vlag van de staat Pernambuco, de lucht en de vrede. Op elke baan staan symbolen die verwijzen naar belangrijke gebeurtenissen in de geschiedenis van Recife:
- Ster (blauwe kolom aan de linkerkant) - vertegenwoordigt de Republiek Brazilië, die ontstond in Pernambuco tijdens de Beweging van 1817.
- Virtus et Fides, in het Latijn (middelste kolom) - vertaald als "Kracht en Geloof", ethische idealen.
- Nederlandse leeuw (middelste kolom) - gekroond, verwijst naar het wapen van Johan Maurits van Nassau-Siegen en de bijnaam die de bevolking van Pernambuco heeft gekregen ("Leeuw van het Noorden"), verwijzend naar de geschiedenis van de strijd van de bevolking van de staat.
- Kruis (centrale kolom) - staat voor de Portugese kolonisatie en de komst van het christendom in Brazilië.
- Zon (blauwe kolom aan de rechterkant) - symboliseert de sterke aanwezigheid van de zon op het land van de stad.